# Kinywamagana
Kinywamagana är ett vattendrag i Burundi.   Det ligger i provinsen Kirundo, i den norra delen av landet, 100 kilometer nordost om huvudstaden Bujumbura.
Omgivningarna runt Kinywamagana är huvudsakligen savann. Runt Kinywamagana är det tätbefolkat, med 511 invånare per kvadratkilometer.